# RD-0124

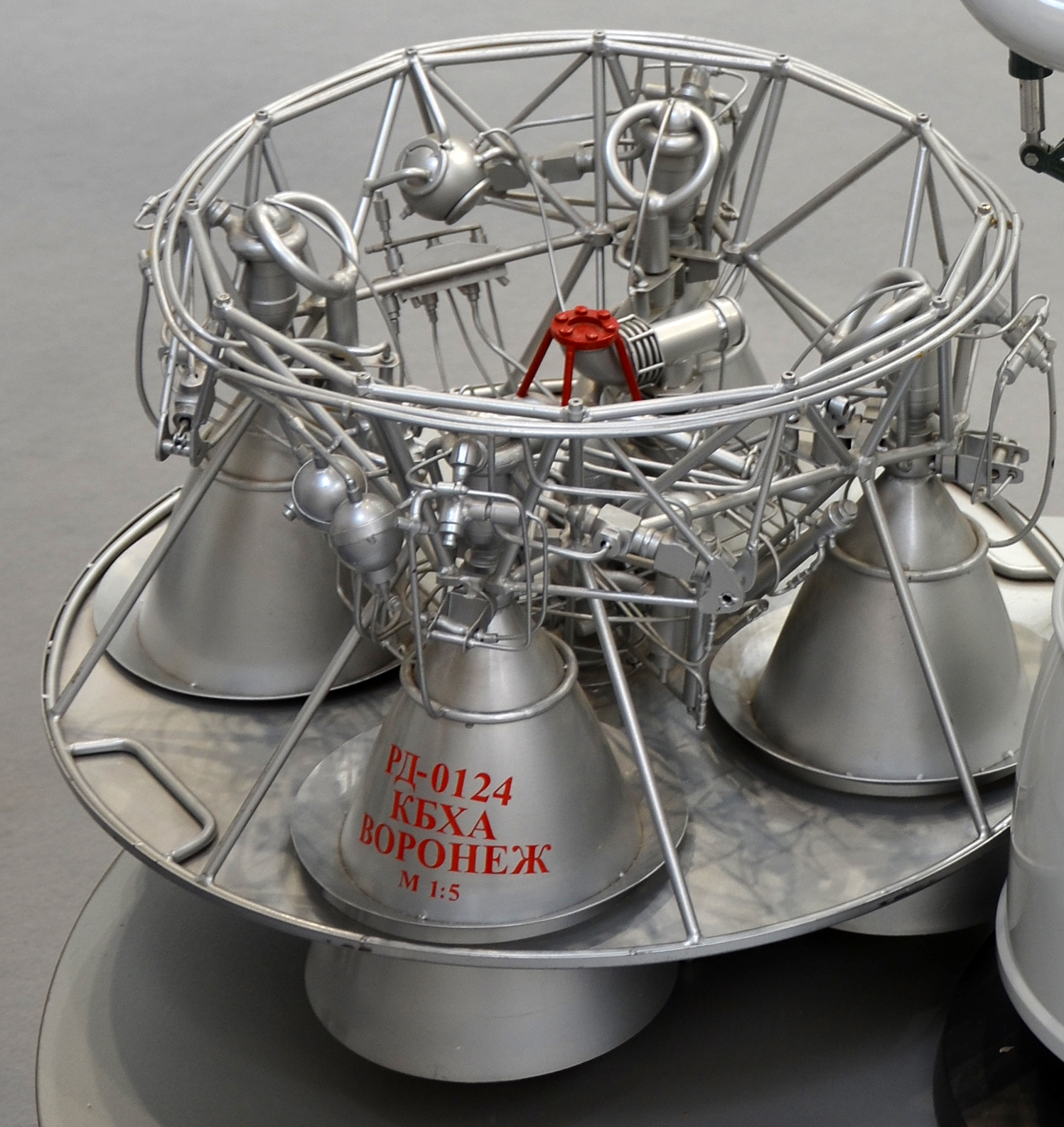
Um modelo do motor RD-0124

O RD-0124 (ou 14D23) é um motor de foguete que queima RG-1 (querosene refinada) e LOX num ciclo de combustão em estágios. Os motores RD-0124 são usados nos foguetes Soyuz-2.1b e Soyuz-2-1v. E uma variação dele, o RD-0124A, é usado no estágio superior da família de foguetes Angara. O RD-0124 é desenvolvido pelo Chemical Automatics Design Bureau.